# Clarkesville (Georgia)
Clarkesville város az USA Georgia államában. Lakosainak száma 1911 fő (2020. április 1.).

## Népesség
A település népességének változása:

| 2010 | 1 733 |
| 2020 | 1 911 |